# Corporació Aragonesa de Ràdio i Televisió
La Corporació Aragonesa de Ràdio i Televisió (CARTV) és la radiotelevisió pública aragonesa, propietària tant d'Aragón Radio com d'Aragón Televisión.
El logotip de CARTV consisteix en una "A" inclinada, de color vermell i groc, sobre un fons de color gris. Aquest logotip és similar al d'Aragón Radio i al d'Aragón Televisió, variant solament en el color del fons.